# تپه داش قاباقی
تپه داش قاباقی مربوط به دوران‌های تاریخی پس از اسلام است و در شهرستان زنجان، روستای حاجی سیران واقع شده و این اثر در تاریخ ۵ آذر ۱۳۸۰ با شمارهٔ ثبت ۴۲۴۲ به‌عنوان یکی از آثار ملی ایران به ثبت رسیده‌است.